# Soubès
Soubès (okzitanisch: Sobès) ist ein Ort und eine südfranzösische Gemeinde mit 954 Einwohnern (Stand: 1. Januar 2022) im Département Hérault in der Region Okzitanien (vor 2016: Languedoc-Roussillon). Die Gemeinde gehört zum Arrondissement Lodève und zum Kanton Lodève. Die Einwohner werden Soubésiens genannt.

## Lage
Soubès liegt etwa 46 Kilometer nordwestlich von Montpellier. Der Fluss Lergue begrenzt die Gemeinde im Westen. Umgeben wird Soubès von den Nachbargemeinden Pégairolles-de-l’Escalette im Norden und Nordwesten, Saint-Étienne-de-Gouras im Osten, Fozières im Süden, Lodève im Südwesten sowie Poujols im Westen und Südwesten.
Am Westrand der Gemeinde führt die Autoroute A75 entlang.

## Bevölkerungsentwicklung
| Jahr                       | 1962 | 1968 | 1975 | 1982 | 1990 | 1999 | 2006 | 2017 |
| Einwohner                  | 379  | 370  | 455  | 565  | 616  | 710  | 860  | 931  |
| Quellen: Cassini und INSEE |      |      |      |      |      |      |      |      |